# Lista filmelor științifico-fantastice cu cele mai mari încasări
Aceasta este lista filmelor științifico-fantastice cu cele mai mari încasări:

## Filme cu cele mai mari încasări
Următoarea este o listă cu cele mai bune filme științifico-fantastice din toate timpurile. Primele 12 sunt printre filmele cu cele mai mari încasări din toate timpurile. Filmele cu supereroi au adesea unele elemente științifico-fantastice, dar nu sunt incluse aici, deoarece au propria lor listă.
| Loc | Film                                           | Încasări mondiale | An   | Ref    |
| --- | ---------------------------------------------- | ----------------- | ---- | ------ |
| 1   | Avatar                                         | 2.923.706.026$    | 2009 | [ 1 ]  |
| 2   | Avatar: Calea apei                             | 2.320.250.281$    | 2022 | [ 2 ]  |
| 3   | Războiul stelelor: Trezirea Forței             | 2.068.223.624$    | 2015 | [ 3 ]  |
| 4   | Jurassic World                                 | 1.670.516.444$    | 2015 | [ 4 ]  |
| 5   | Războiul stelelor: Ultimii Jedi                | 1.332.539.889$    | 2017 | [ 5 ]  |
| 6   | Jurassic World: Un regat în ruină              | 1,308,467,944$    | 2018 | [ 6 ]  |
| 7   | Transformers: Dark of the Moon                 | 1,123,794,079$    | 2011 | [ 7 ]  |
| 8   | Transformers: Age of Extinction                | 1,104,054,072$    | 2014 | [ 8 ]  |
| 9   | Jurassic Park                                  | 1,103,086,582$    | 1993 | [ 9 ]  |
| 10  | Star Wars: The Rise of Skywalker               | 1,074,144,248$    | 2019 | [ 10 ] |
| 11  | Rogue One: A Star Wars Story                   | $1,056,057,273    | 2016 | [ 11 ] |
| 12  | Star Wars: Episode I – The Phantom Menace      | $1,046,386,656    | 1999 | [ 12 ] |
| 13  | Jurassic World Dominion                        | $1,001,136,080    | 2022 | [ 13 ] |
| 14  | Star Wars: Episode III – Revenge of the Sith   | $868,390,560      | 2005 | [ 14 ] |
| 15  | The Hunger Games: Catching Fire                | $865,011,746      | 2013 | [ 15 ] |
| 16  | Inception                                      | $836,836,967      | 2010 | [ 16 ] |
| 17  | Transformers: Revenge of the Fallen            | $836,303,693      | 2009 | [ 17 ] |
| 18  | Independence Day                               | $817,400,891      | 1996 | [ 18 ] |
| 19  | E.T. the Extra-Terrestrial                     | $792,910,554      | 1982 | [ 19 ] |
| 20  | Star Wars                                      | $775,398,007      | 1977 | [ 20 ] |
| 21  | The Hunger Games: Mockingjay – Part 1          | $755,356,711      | 2014 | [ 21 ] |
| 22  | Interstellar                                   | $733,202,212      | 2014 | [ 22 ] |
| 23  | Gravity                                        | $723,192,705      | 2013 | [ 23 ] |
| 24  | Dune: Part Two                                 | $714,444,358      | 2024 | [ 24 ] |
| 25  | Dawn of the Planet of the Apes                 | $710,644,566      | 2014 | [ 25 ] |
| 26  | Transformers                                   | $709,709,780      | 2007 | [ 26 ] |
| 27  | The Wandering Earth                            | $699,856,699      | 2019 | [ 27 ] |
| 28  | The Hunger Games                               | $694,394,724      | 2012 | [ 28 ] |
| 29  | The Hunger Games: Mockingjay – Part 2          | $658,344,137      | 2015 | [ 29 ] |
| 30  | Star Wars: Episode II – Attack of the Clones   | $653,779,970      | 2002 | [ 30 ] |
| 31  | The Martian                                    | $630,162,235      | 2015 | [ 31 ] |
| 32  | Men in Black 3                                 | $624,026,776      | 2012 | [ 32 ] |
| 33  | The Lost World: Jurassic Park                  | $618,638,999      | 1997 | [ 33 ] |
| 34  | Transformers: The Last Knight                  | $605,425,157      | 2017 | [ 34 ] |
| 35  | The Wandering Earth 2                          | $604,460,568      | 2023 | [ 35 ] |
| 36  | War of the Worlds                              | $603,873,119      | 2005 | [ 36 ] |
| 37  | Men in Black                                   | $589,390,539      | 1997 | [ 37 ] |
| 38  | I Am Legend                                    | $585,410,052      | 2007 | [ 38 ] |
| 39  | Ready Player One                               | $582,893,671      | 2018 | [ 39 ] |
| 40  | Armageddon                                     | $553,709,788      | 1998 | [ 40 ] |
| 41  | The Day After Tomorrow                         | $552,639,571      | 2004 | [ 41 ] |
| 42  | Star Wars: Episode V – The Empire Strikes Back | $538,375,067      | 1980 | [ 42 ] |
| 43  | WALL-E                                         | $521,311,890      | 2008 | [ 43 ] |
| 44  | Terminator 2: Judgment Day                     | $520,881,154      | 1991 | [ 44 ] |
| 45  | War for the Planet of the Apes                 | $490,719,763      | 2017 | [ 45 ] |
| 46  | Rise of the Planet of the Apes                 | $481,800,873      | 2011 | [ 46 ] |
| 47  | Star Wars: Episode VI – Return of the Jedi     | $475,106,177      | 1983 | [ 47 ] |
| 48  | Lucy                                           | $469,058,574      | 2014 | [ 48 ] |
| 49  | Bumblebee                                      | $467,989,645      | 2018 | [ 49 ] |
| 50  | Star Trek Into Darkness                        | $467,365,246      | 2013 | [ 50 ] |

## Vezi și
- Lista filmelor cu cele mai mari încasări
- Lista filmelor de groază cu cele mai mari încasări
- Lista filmelor fantastice cu cele mai mari încasări
- Lista filmelor cu supereroi cu cele mai mari încasări